# American Evangelical Lutheran Church
American Evangelical Lutheran Church (AELC) var ett evangelisk-lutherskt trossamfund verksamt bland danska invandrare i USA.
1872 grundade grundtvigianska präster och lekmän i Danmark ett missionssällskap för mission bland danska invandrare i USA. Genom detta sällskaps försorg underhölls prästen Rasmus Andersen. På dennes initiativ bildades 1874 Danish Evangelical Lutheran Church in America (DELCA).
1878 organiserades DELCA formellt som en synod i Neenah, Wisconsin, antog stadgar samt beslutade att starta en folkskola och en tidning för barn.
1896 grundade DELCA Grand View College and Seminary.
1954 bytte man namn till AELC och 1962 uppgick man i Lutheran Church in America. Vid samgåendet hade AELC omkring 24 000 medlemmar.

## Ordförande
- J. A. Heiberg 1874–1879
- A. S. Nielsen 1879-1883
- T. Helveg 1883–1885
- A. S. Nielsen 1885–1887
- J. Pedersen 1887–1888
- A. L. J. Söholm 1888–1891
- A. S. Nielsen 1891–1893
- O. L. Kirkeberg 1893-1893
- A. S. Nielsen 1893–1894
- K. C. Bodholdt 1894–1895
- P. Kjölhede 1895–1903
- K. C. Bodholdt 1903–1911
- N. P. Gravengaard 1911–1918
- K. C. Bodholdt 1918–1922
- S. D. Rodholm 1922–1926
- H. Jörgensen 1926–1936
- Alfred Jensen 1936–1960
- Anders E. Farstrup 1960–1962